# مجموعة دول أمريكا اللاتينية والكاريبي

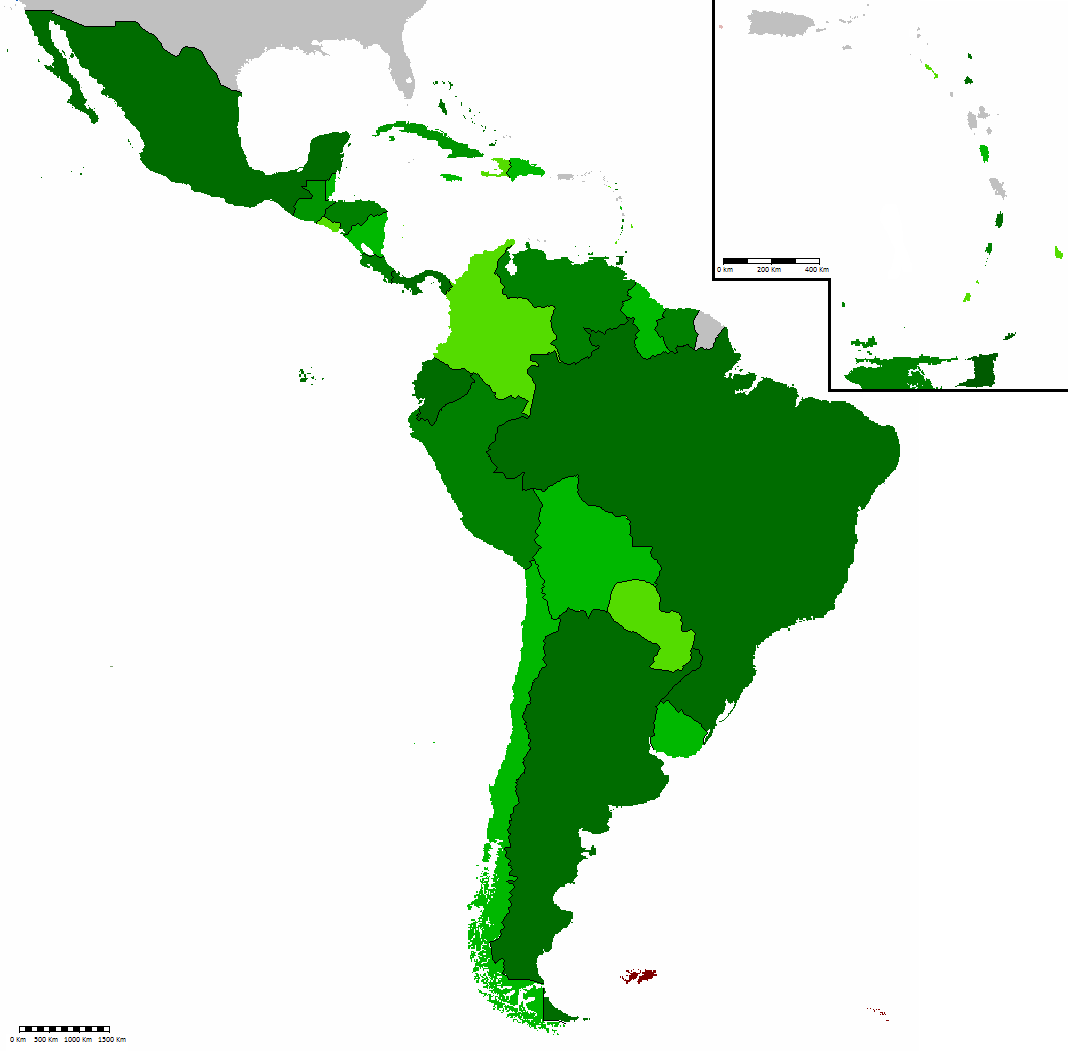
مجموعة دول أمريكا اللاتينية والكاريبي.
تعداد السكان: 591.662 مليون (2011)
المساحة الكليّة: 20.438 مليون كم مربع
الكثافة: 28.95/كم مربع

مجموعة دول أمريكا اللاتينية والكاريبي (بالإسبانية: Comunidad de Estados Latinoamericanos y Caribeños), (بالبرتغالية: Comunidade de Estados Latino-Americanos e Caribenhos) , (بالفرنسية: Communauté des États Latino-Américains et Caribéens)، (بالإنجليزية: Community of Latin American and Caribbean States) , (بالهولندية: Gemeenschap van de Latijns-Amerikaanse en Caribische landen) وتعرف اختصاراً: CELAC سيلاك، هو الاسم المؤقت لكتلة إقليمية تجمع دول أمريكا اللاتينية والكاريبي، انشأت في 23 شباط 2010  عقب مؤتمر قمّة بين مجموعة ريو ومجموعة الكاريبي في منتجع بلايا ديل كارمن في ولاية كينتانا رو المكسيكيّة، كتلة تضم جميع الدول ذات السيادة في الأمريكيتين  باستثناء الولايات المتحدة الأمريكية وكندا والمقاطعات والأقاليم ما وراء البحار التابعة للبلدان الأوروبيّة فرنسا وهولندا والمملكة المتحدة والدانمارك، الهدف من إنشاء منظمة سيلاك تعميق التكامل بين دول أمريكا اللاتينية والحد من النفوذ السياسي والاقتصادي الأمريكي فيها، ينظر إليها كبديل لمنظمة واس التي أنشأتها الولايات المتحدة الأمريكية عام 1948 للحد من تأثير الاتحاد السوفيتي في المنطقة.
CELAC هو مثال على منظمة استمرت عقدًا من الزمن من أجل تكامل أعمق داخل أمريكا اللاتينية. تم إنشاء جماعة دول أمريكا اللاتينية ومنطقة البحر الكاريبي لتعميق تكامل أمريكا اللاتينية ومن قبل البعض لتقليل التأثير الكبير للولايات المتحدة على السياسة والاقتصاد في أمريكا اللاتينية. يُنظر إليه على أنه بديل عن منظمة الدول الأمريكية (OAS) الهيئة الإقليمية التي أسستها الولايات المتحدة و21 دولة أخرى في أمريكا اللاتينية في الأصل كإجراء مضاد للتأثير السوفيتي المحتمل في المنطقة.
جماعة دول أمريكا اللاتينية ومنطقة البحر الكاريبي هي خليفة مجموعة ريو و«قمة أمريكا اللاتينية ومنطقة البحر الكاريبي بشأن التكامل والتنمية» (CALC). في يوليو 2010، اختارت جماعة دول أمريكا اللاتينية ومنطقة البحر الكاريبي رئيس فنزويلا هوغو شافيز ورئيس تشيلي سبستيان بنييرا كرئيسين مشاركين للمنتدى لصياغة النظام الأساسي للمنظمة.

## التاريخ

### 2008-2010: مبادرات البرازيل والمكسيك
سلف CELAC المباشر هو مجموعة ريو. تأسست عام 1986, جمعت 24 دولة من أمريكا اللاتينية ومنطقة البحر الكاريبي حول مؤتمرات القمة للتعاون في قضية السياسة الإقليمية بشكل مستقل عن الولايات المتحدة.
في 16-17 كانون الأول / ديسمبر 2008، انعقدت قمة أمريكا اللاتينية ومنطقة البحر الكاريبي الأولى بشأن التكامل والتنمية (CALC) في كوستا دو ساويبي، باهيا، البرازيل. تم تنظيمه بمبادرة من لولا بهدف بناء آلية تعاون ذات استقلالية أكبر عن الولايات المتحدة وكندا. حضر معظم رؤساء دول أمريكا اللاتينية ومنطقة البحر الكاريبي، باستثناء رئيس كولومبيا ألبارو أوريبي ورئيس بيرو ألان غارسيا.واختتمت القمة بالتوقيع على «إعلان باهيا»، وهو جدول أعمال مشترك يحدد الأولويات التالية: التعاون بين آلية التكامل الإقليمي ودون الإقليمي، الأزمة المالية العالمية, الطاقة والبنى التحتية والتنمية الاجتماعية والقضاء على الجوع والفقر, الأمن الغذائي، تنمية مستدامة، الكوارث الطبيعية، حقوق الإنسان، الهجرة، التعاون بين بلدان الجنوب وإسقاطات أمريكا اللاتينية والبحر الكاريبي.
في عام 2008، اقترحت إدارة كالديرون في المكسيك إنشاء اتحاد أمريكا اللاتينية ومنطقة البحر الكاريبي (بالإسباني: Unión Latinoamericana y del Caribe, ULC). Theتمت صياغة الاقتراح رسميًا في 27 مارس 2009 في اجتماع مجموعة ريو. بمبادرة من المكسيك، عُقدت قمة ريو الحادية والعشرون ومؤتمر قمة CALC الثاني معًا في 22-23 فبراير 2010 في بلايا ديل كارمن، المكسيك. سميت القمة المشتركة قمة الوحدة في أمريكا اللاتينية ومنطقة البحر الكاريبي وقررت الدول المشاركة البالغ عددها 32 دولة إنشاء مجتمع دول أمريكا اللاتينية ومنطقة البحر الكاريبي (CELAC)، الذي سيتم إنشاؤه رسميًا في عام 2011.
هوغو شافيز، لويز إيناسيو لولا دا سيلفا ورافائيل كوريا كانوا من بين القادة اليساريين البارزين الآخرين الذين أشادوا بإنشاء سيلاك.
أثار الإعلان الجدل والنقاش في جميع أنحاء أمريكا اللاتينية ومنطقة البحر الكاريبي حول ما إذا كان من الأفضل إقامة علاقات وثيقة مع الولايات المتحدة. وكندا أو للعمل بشكل مستقل.
قال راؤول زيبيتشي، الذي يكتب لصحيفة يسار الوسط المكسيكية "لا جورنادا"، إن إنشاء مجتمع دول أمريكا اللاتينية ومنطقة البحر الكاريبي هو جزء من تحول عالمي وقاري، يتميز بتراجع الهيمنة الأمريكية وصعود مجموعة التكتلات الإقليمية التي تشكل جزءا من التوازن العالمي الجديد ".
افتتاحية في الليبرالية البرازيلية إستاداو وقالت الصحيفة إن «مجموعة دول أمريكا اللاتينية ومنطقة البحر الكاريبي تعكس ارتباك حكومات المنطقة فيما يتعلق ببيئتها الإشكالية وافتقارها إلى اتجاه السياسة الخارجية., وهي مقفلة في الوهم بأن ازدراء الولايات المتحدة سيفعل لتكامل أمريكا اللاتينية ما فشل 200 عام من التاريخ في فعله».

### 2011: التأسيس
كان من المقرر عقد القمة الافتتاحية لمجموعة دول أمريكا اللاتينية ومنطقة البحر الكاريبي في منتصف عام 2011، ولكن تم تأجيلها بسبب اعتلال صحة هوغو شافيز، رئيس الدولة المضيفة، فنزويلا. وبدلاً من ذلك عقدت القمة يومي 2 و3 ديسمبر 2011 في كاراكاس. ركزت بشكل أساسي على الأزمة الاقتصادية العالمية وتأثيراتها على المنطقة. العديد من القادة بمن فيهم الرؤساء كريستينا فرنانديز دي كيرشنر، شجعت ديلما روسيف وخوان مانويل سانتوس على زيادة التجارة الإقليمية والتنمية الاقتصادية, وتعزيز التعاون الاقتصادي بين الأعضاء للدفاع عن اقتصاداتهم النامية.
أعرب شافيز وقادة آخرون مثل رافائيل كوريا ودانييل أورتيغا عن أملهم في أن تعمل الكتلة على تعزيز تكامل أمريكا اللاتينية,و إنهاء الهيمنة الأمريكية وتعزيز السيطرة على الشؤون الإقليمية. دعا شافيز، مستشهداً بـ مبدأ مونرو باعتباره التأكيد الأصلي لتدخل الولايات المتحدة في المنطقة، بشكل صريح إلى أن تحل جماعة دول أمريكا اللاتينية ومنطقة البحر الكاريبي محل منظمة الدول الأمريكية: «مع مرور السنوات, سيترك CELAC وراءه منظمة الدول الأمريكية القديمة والبالية.» دعا كوريا إلى تشكيل لجنة جديدة لحقوق الإنسان لتحل محل لجنة الدول الأمريكية لحقوق الإنسان. جادل قادة آخرون بأنه يجب استخدام المنظمة كأداة لحل الخلافات الإقليمية ودعم القيم الديمقراطية, ولكن ليس كبديل لمنظمة الدول الأمريكية صرح سانتوس أنه يود رؤية حوار داخل المجموعة حول ما إذا كان ينبغي مراجعة لوائح مكافحة المخدرات الحالية. قال رئيس البرلمان الأمريكي اللاتيني (بارلاتينو) إنه يتوقع أن يصبح بارلاتينو المؤسسة التشريعية الرئيسية لجماعة دول أمريكا اللاتينية ومنطقة البحر الكاريبي. ومن بين القضايا الرئيسية المطروحة على جدول الأعمال، إنشاء «هيكل مالي جديد»، ومعاقبة للحفاظ على الوضع القانوني لـ الكوكا في بوليفيا ورفض الحظر الكوبي من قبل الولايات المتحدة.
أبلغ مستشار رئيس الولايات المتحدة باراك أوباما لشؤون أمريكا اللاتينية، دانيال ريستريبو، المراسلين من ميامي أن الحكومة الأمريكية «ستراقب وترى الاتجاه الذي تسلكه جماعة دول أمريكا اللاتينية ومنطقة البحر الكاريبي».

### 2013 قمة - تشيلي

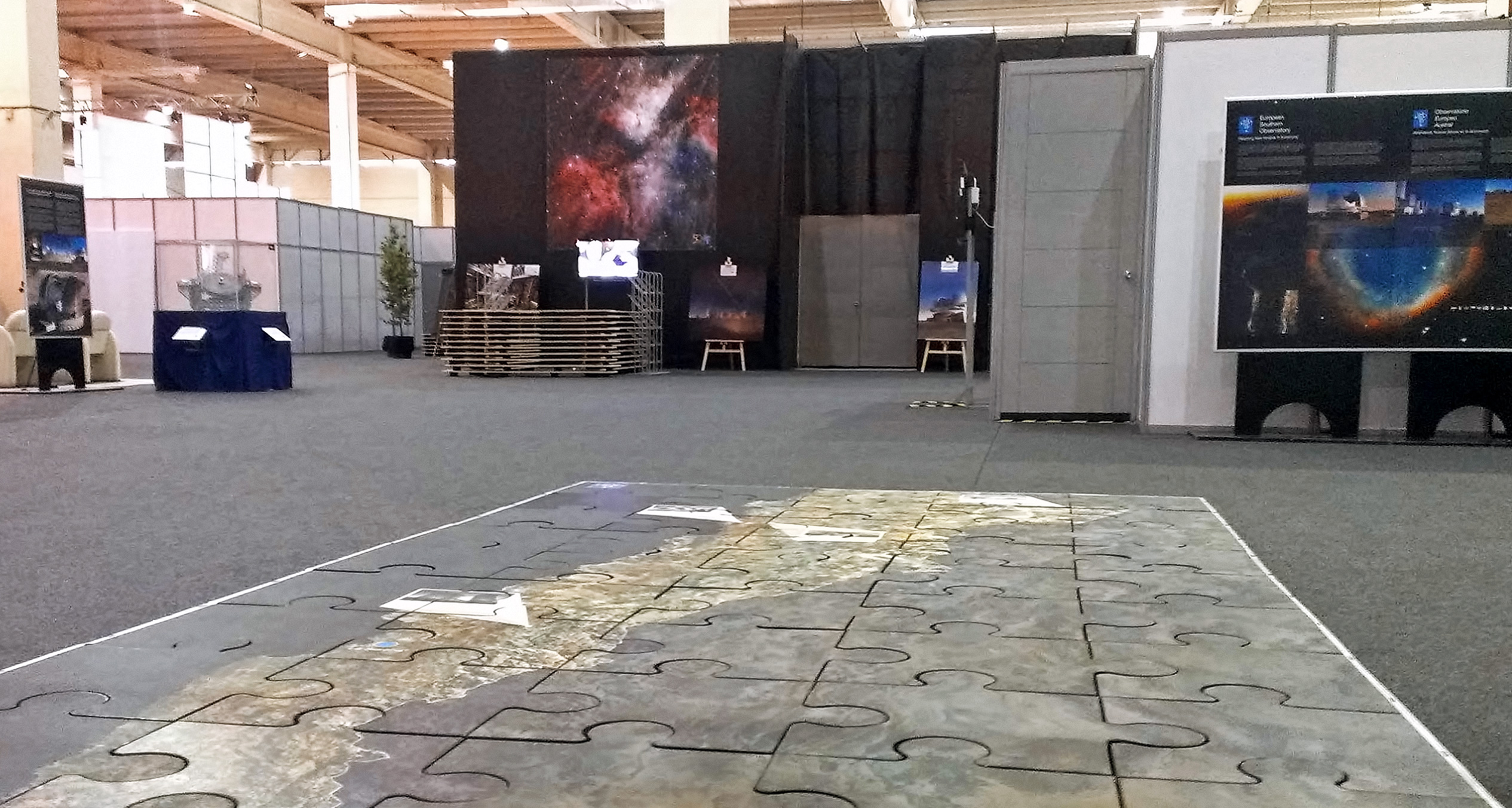
منطقة معرض (ESO) في قمة (مؤسسة الاتحاد الأوروبي-أمريكا اللاتينية والكاريبي) في سانتياغو

اختارت مؤسسة الاتحاد الأوروبي-امريكا اللاتينية والكاريبي جماعة دول أمريكا اللاتينية ومنطقة البحر الكاريبي لتكون الممثل الرئيسي للمنظمة للعلاقة بين دول أوروبا وأمريكا اللاتينية ومنطقة البحر الكاريبي.

### 2014 قمة - كوبا
خلال القمة، تم إعلان المنطقة "منطقة سلام". بعد ثلاثة أيام وبموافقة الممثلين المشاركين، تم إنشاء وثيقة بها 83 نقطة تركيز. وأكد أنه على الرغم من الاختلافات الثقافية والإقليمية، فإن الوحدة بين الدول المشاركة ضرورية من أجل تحقيق التقدم. يجب بناء الوحدة والتكامل في منطقتنا بشكل تدريجي، بمرونة، فيما يتعلق بالاختلافات والتنوع والحق السيادي لكل بلد من بلداننا في اختيار أشكال التنظيم السياسي والاقتصادي الخاصة بنا ". كما يشير إلى الدول التي تعمل على التطوير الأفضل وكيف يقومون بذلك من أجل أن يكونوا نموذجًا للدول الأخرى.
نوقشت قضية الفقر على نطاق واسع. وأشار رئيس كوبا راؤول كاسترو إلى أن الناس في جميع أنحاء أمريكا اللاتينية ومنطقة البحر الكاريبي يريدون توزيعًا أكثر عدلاً للثروة، الحصول على تعليم ميسور التكلفة، والتوظيف، ورواتب أفضل، ومحو الأمية. وقال إن دول جماعة دول أمريكا اللاتينية ومنطقة البحر الكاريبي يمكنها العمل معًا، وندعم بعضنا البعض لوضع خطط وحلول جديدة لهذه المشاكل.

### 2016 قمة – الإكوادور

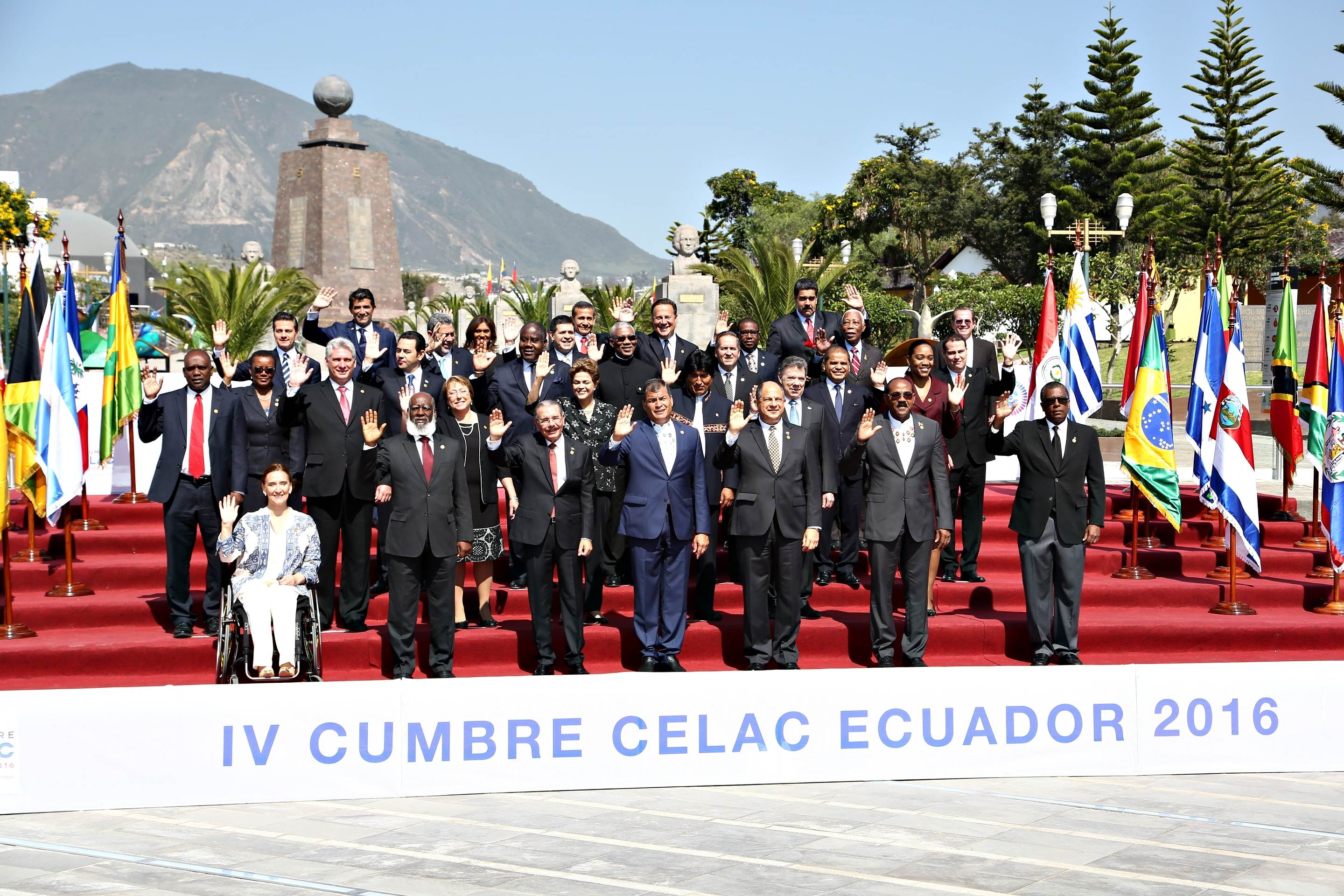
صورة قمة سيلاك) 2016) فيكيتو, الإكوادور

## التنظيم
لدى «'سيلاك»' ستة أعضاء
- قمة رؤساء الدول والحكومة.
- اجتماع وزراء الخارجية.
- اجتماع المنسقين الوطنيين.
- الرئاسة المؤقتة.
- الترويكا.

الرئاسة المؤقتة هو الممثل الرئيسي لسيلاك.
تتكون الترويكا من الرئاسة الحالية «المؤقتة»، وسابقتها، وخليفتها، ورئاسة الجماعة الكاريبية.

## قائمة القمم
| القمة | السنة                          | الدولة المضيفة      | المدينة المضيفة |
| ----- | ------------------------------ | ------------------- | --------------- |
| *     | 2010                           | المكسيك             | بلايا ديل كارمن |
| *     | 2011                           | فنزويلا             | كاراكاس         |
| 1     | يناير 2013                     | تشيلي               | سانتياغو        |
| 2     | يناير 2014                     | كوبا                | هافانا          |
| 3     | يناير 28–29, 2015              | كوستاريكا           | بيلين           |
| 4     | يناير 27, 2016                 | الإكوادور           | كيتو            |
| 5     | يناير 24–25, 2017[بحاجة لمصدر] | جمهورية الدومينيكان | بونتا كانا      |
| 6     | 2018                           | السلفادور           | لم يحدث         |
| 7     | 2019                           | بوليفيا             | لم يحدث         |
| 8     | 2020                           | المكسيك             | مكسيكو سيتي     |

## الدول الأعضاء

المناطق الاقتصادية الحصرية للدول الأعضاء في (سيلاك).

تضم سيلاك 33 بلداً تمتلك خمس لغات رسميّة:
ثمانية عشر دولة ناطقة بالإسبانية (تشكل 56 ٪ من مجموع المساحة و63 ٪ من مجموع السكان)
| - الأرجنتين - بوليفيا - تشيلي - كولومبيا - كوستاريكا - كوبا | - جمهورية الدومينيكان - الإكوادور - السلفادور - غواتيمالا - هندوراس وهي جزء من أميركا الشمالية - المكسيك | - نيكاراغوا - بنما - باراغواي - بيرو - الأوروغواي - فنزويلا |

اثنتا عشر دولة ناطقة بالإنجليزية (تشكل 1.3 ٪ من مجموع المساحة و1.1 ٪ من مجموع السكان)
| - أنتيغوا وباربودا - جزر البهاما - باربادوس - بليز - دومينيكا - غرينادا | - غيانا - جامايكا - سانت لوسيا - سانت كيتس ونيفيس - ترينيداد وتوباغو - سانت فينسنت والغرينادين |

بلدا واحد ناطق بالبرتغالية (تشكل 42 ٪ من مجموع المساحة و34 ٪ من مجموع السكان)
- البرازيل(علقت البرازيل عضويتها في يناير 2020، مشيرة إلى فشل المنظمة في حماية الديمقراطية في الدول الأعضاء.[31])

بلدا واحد ناطق بالفرنسية (تشكل 0.1 ٪ من مجموع المساحة و1.6 ٪ من مجموع السكان)
- هايتي

بلدا واحد ناطق بالهولندية (تشكل 0.8 ٪ من مجموع المساحة و0.1 ٪ من مجموع السكان)
- سورينام

## المؤشرات
يوضح الجدول التالي بيانات مختلفة عن الدول الأعضاء في جماعة دول أمريكا اللاتينية ومنطقة البحر الكاريبي، بما في ذلك المنطقة والسكان والناتج الاقتصادي وعدم المساواة في الدخل، بالإضافة إلى مؤشرات مركبة مختلفة، بما في ذلك التنمية البشرية، واستمرارية الدولة، وسيادة القانون، وتصور الفساد، والحرية الاقتصادية، وحالة السلام، وحرية الصحافة، والمستوى الديمقراطي.
| الدولة                  | المساحة (كم²) 2015 | عدد السكان 2015 | قائمة الدول حسب الناتج المحلي الإجمالي (تعادل القوة الشرائية) ($) 2015 | قائمة الدول حسب الناتج المحلي الإجمالي للفرد ($) 2015 | عدم المساواة في الدخل 1992-2014 (الأحدث المتاح) | مؤشر التنمية البشرية 2015 | مؤشر الدول الهشة 2016 | مؤشر سيادة القانون 2016 | مؤشر مدركات الفساد 2016 | مؤشر الحرية الاقتصادية 2017 | مؤشر السلام 2016 | مؤشر حرية الصحافة 2016 | مؤشر الديمقراطية 2016 |
| ----------------------- | ------------------ | --------------- | ---------------------------------------------------------------------- | ----------------------------------------------------- | ----------------------------------------------- | ------------------------- | --------------------- | ----------------------- | ----------------------- | --------------------------- | ---------------- | ---------------------- | --------------------- |
| أنتيغوا وباربودا        | 440                | 91,818          | 2,117,532,266                                                          | 23,062                                                | —                                               | 0.786                     | 56.2                  | 0.67                    | —                       | —                           | —                | —                      | —                     |
| الأرجنتين               | 2,780,400          | 43,416,755      | 884,155,392,935                                                        | 20,364                                                | 42.67                                           | 0.827                     | 48.4                  | 0.55                    | 36                      | 50.4                        | 1.957            | 25.09                  | 6.96                  |
| جزر البهاما             | 13,880             | 388,019         | 8,924,827,793                                                          | 23,001                                                | —                                               | 0.792                     | 51.6                  | 0.61                    | 66                      | 61.1                        | —                | —                      | —                     |
| باربادوس                | 430                | 284,215         | 4,662,763,817                                                          | 16,406                                                | —                                               | 0.795                     | 49.0                  | 0.67                    | 61                      | 54.5                        | —                | —                      | —                     |
| بليز                    | 22,970             | 359,287         | 3,048,017,325                                                          | 8,484                                                 | 53.26                                           | 0.706                     | 66.0                  | 0.47                    | —                       | 58.6                        | —                | 20.61                  | —                     |
| بوليفيا                 | 1,098,580          | 10,724,705      | 74,577,744,269                                                         | 6,954                                                 | 48.40                                           | 0.674                     | 78.5                  | 0.40                    | 33                      | 47.7                        | 2.038            | 31.78                  | 5.63                  |
| تشيلي                   | 756,096            | 17,948,141      | 419,386,742,725                                                        | 23,367                                                | 50.45                                           | 0.847                     | 41.9                  | 0.68                    | 66                      | 76.5                        | 1.635            | 19.23                  | 7.78                  |
| كولومبيا                | 1,141,749          | 48,228,704      | 666,958,038,483                                                        | 13,829                                                | 53.50                                           | 0.727                     | 80.2                  | 0.51                    | 37                      | 69.7                        | 2.764            | 44.11                  | 6.67                  |
| كوستاريكا               | 51,100             | 4,807,850       | 74,976,669,841                                                         | 15,595                                                | 48.53                                           | 0.776                     | 45.1                  | 0.68                    | 58                      | 65.0                        | 1.699            | 11.10                  | 7.88                  |
| كوبا                    | 109,880            | 11,389,562      | 132,900,000,000b                                                       | 11,600b                                               | —                                               | 0.775                     | 66.3                  | —                       | 47                      | 33.9                        | 2.057            | 70.23                  | 3.46                  |
| دومينيكا                | 750                | 72,680          | 789,634,652                                                            | 10,865                                                | —                                               | 0.726                     | —                     | 0.60                    | 59                      | 63.7                        | —                | —                      | —                     |
| جمهورية الدومينيكان     | 48,670             | 10,528,391      | 149,893,354,990                                                        | 14,237                                                | 47.07                                           | 0.722                     | 70.8                  | 0.47                    | 31                      | 62.9                        | 2.143            | 27.90                  | 6.67                  |
| الإكوادور               | 256,370            | 16,144,363      | 185,242,693,748                                                        | 11,474                                                | 45.38                                           | 0.739                     | 75.6                  | 0.45                    | 31                      | 49.3                        | 2.020            | 33.21                  | 5.81                  |
| السلفادور               | 21,040             | 6,126,583       | 52,808,578,088                                                         | 8,620                                                 | 41.84                                           | 0.680                     | 72.5                  | 0.49                    | 36                      | 64.1                        | 2.237            | 27.20                  | 6.64                  |
| غرينادا                 | 340                | 106,825         | 1,448,391,593                                                          | 13,559                                                | —                                               | 0.754                     | 63.0                  | 0.66                    | 56                      | —                           | —                | —                      | —                     |
| غواتيمالا               | 108,890            | 16,342,897      | 126,206,881,633                                                        | 7,722                                                 | 48.66                                           | 0.640                     | 83.2                  | 0.44                    | 28                      | 63.0                        | 2.270            | 38.03                  | 5.92                  |
| غيانا                   | 214,970            | 767,085         | 5,769,805,304                                                          | 7,522                                                 | 44.55                                           | 0.638                     | 70.9                  | 0.49                    | 34                      | 58.5                        | 2.105            | 27.07                  | 6.25                  |
| هايتي                   | 27,750             | 10,711,067      | 18,824,011,297                                                         | 1,757                                                 | 60.79                                           | 0.493                     | 105.1                 | —                       | 20                      | 49.6                        | 2.066            | 24.66                  | 4.02                  |
| هندوراس                 | 112,490            | 8,075,060       | 41,144,078,465                                                         | 5,095                                                 | 50.64                                           | 0.625                     | 79.8                  | 0.42                    | 30                      | 58.8                        | 2.237            | 44.62                  | 5.92                  |
| جامايكا                 | 10,990             | 2,725,941       | 24,785,002,528                                                         | 8,873                                                 | 45.46                                           | 0.730                     | 65.0                  | 0.57                    | 39                      | 69.5                        | 2.091            | 12.45                  | 7.39                  |
| المكسيك                 | 1,964,380          | 127,017,224     | 2,157,817,248,941                                                      | 16,988                                                | 48.21                                           | 0.762                     | 70.4                  | 0.46                    | 30                      | 63.6                        | 2.557            | 49.33                  | 6.47                  |
| نيكاراغوا               | 130,370            | 6,082,032       | 31,628,389,092                                                         | 5,200                                                 | 47.05                                           | 0.645                     | 79.0                  | 0.42                    | 26                      | 59.2                        | 1.975            | 28.82                  | 4.81                  |
| بنما                    | 75,420             | 3,929,141       | 87,373,244,561                                                         | 22,237                                                | 50.70                                           | 0.788                     | 53.2                  | 0.52                    | 38                      | 66.3                        | 1.837            | 30.59                  | 7.13                  |
| باراغواي                | 406,752            | 6,639,123       | 61,069,963,183                                                         | 9,198                                                 | 51.67                                           | 0.693                     | 72.6                  | —                       | 30                      | 62.4                        | 2.037            | 33.63                  | 6.27                  |
| بيرو                    | 1,285,220          | 31,376,670      | 393,125,472,102                                                        | 12,529                                                | 44.14                                           | 0.740                     | 72.0                  | 0.51                    | 35                      | 68.9                        | 2.057            | 29.99                  | 6.65                  |
| سانت كيتس ونيفيس        | 260                | 55,572          | 1,394,199,261                                                          | 25,088                                                | —                                               | 0.765                     | —                     | 0.66                    | —                       | —                           | —                | —                      | —                     |
| سانت لوسيا              | 620                | 184,999         | 2,024,690,870                                                          | 10,944                                                | 42.58                                           | 0.735                     | —                     | 0.64                    | 60                      | 65.0                        | —                | —                      | —                     |
| سانت فينسنت والغرينادين | 390                | 109,462         | 1,219,366,997                                                          | 11,140                                                | —                                               | 0.722                     | —                     | 0.61                    | 60                      | 65.2                        | —                | —                      | —                     |
| سورينام                 | 163,820            | 542,975         | 9,069,126,393                                                          | 16,703                                                | 57.61                                           | 0.725                     | 66.7                  | 0.53                    | 45                      | 48.0                        | —                | 16.70                  | 6.77                  |
| ترينيداد وتوباغو        | 5,130              | 1,360,088       | 45,302,518,908                                                         | 33,309                                                | 40.27                                           | 0.780                     | 57.8                  | 0.57                    | 35                      | 61.2                        | 2.056            | 23.29                  | 7.10                  |
| الأوروغواي              | 176,220            | 3,431,555       | 72,899,109,557                                                         | 21,244                                                | 41.60                                           | 0.795                     | 36.2                  | 0.72                    | 71                      | 69.7                        | 1.726            | 15.88                  | 8.17                  |
| فنزويلا                 | 912,050            | 31,108,083      | 542,198,453,528c                                                       | 17,665c                                               | 46.94                                           | 0.767                     | 81.6                  | 0.28                    | 17                      | 27.0                        | 2.651            | 44.77                  | 4.68                  |
| سيلاكa                  |                    |                 |                                                                        |                                                       |                                                 |                           |                       |                         |                         |                             |                  |                        |                       |
| الدولة                  | المساحة (كم²) 2015 | عدد السكان 2015 | قائمة الدول حسب الناتج المحلي الإجمالي (تعادل القوة الشرائية) ($) 2015 | قائمة الدول حسب الناتج المحلي الإجمالي للفرد ($) 2015 | عدم المساواة في الدخل 1992-2014 (الأحدث المتاح) | مؤشر التنمية البشرية 2015 | مؤشر الدول الهشة 2016 | مؤشر سيادة القانون 2016 | مؤشر مدركات الفساد 2016 | مؤشر الحرية الاقتصادية 2017 | مؤشر السلام 2016 | مؤشر حرية الصحافة 2016 | مؤشر الديمقراطية 2016 |

| - aيستخدم مجموع "سيلاك" للمؤشرات من 1 إلى 3 ؛ يستخدم المتوسط المرجح لسيلاك للمؤشر 4 ؛ يستخدم المتوسط غير المرجح لسيلاك للمؤشرات من 5 إلى 13. - b بيانات من كتاب حقائق العالم لوكالة المخابرات المركزية لعام 2014. - c تشير البيانات إلى عام 2014. |
| ملاحظة: تشير الألوان إلى المكانة العالمية للدولة في المؤشر المعني. على سبيل المثال، تشير الخلية الخضراء إلى أن الدولة مرتبة في أعلى 25٪ من القائمة (بما في ذلك جميع البلدان التي لديها بيانات متاحة).                                             |

|  | المجموعة الأولى (الأفضل) |  | المجموعة الثانية |  | المجموعة الثالثة |  | المجموعة الرابعة (الأسوأ) |

## وصلات خارجية
- موقع المنظمة الرسمي (بالإسبانية والبرتغالية والإنجليزية والفرنسية والهولندية)